# Hellenistischer Herrscherkult

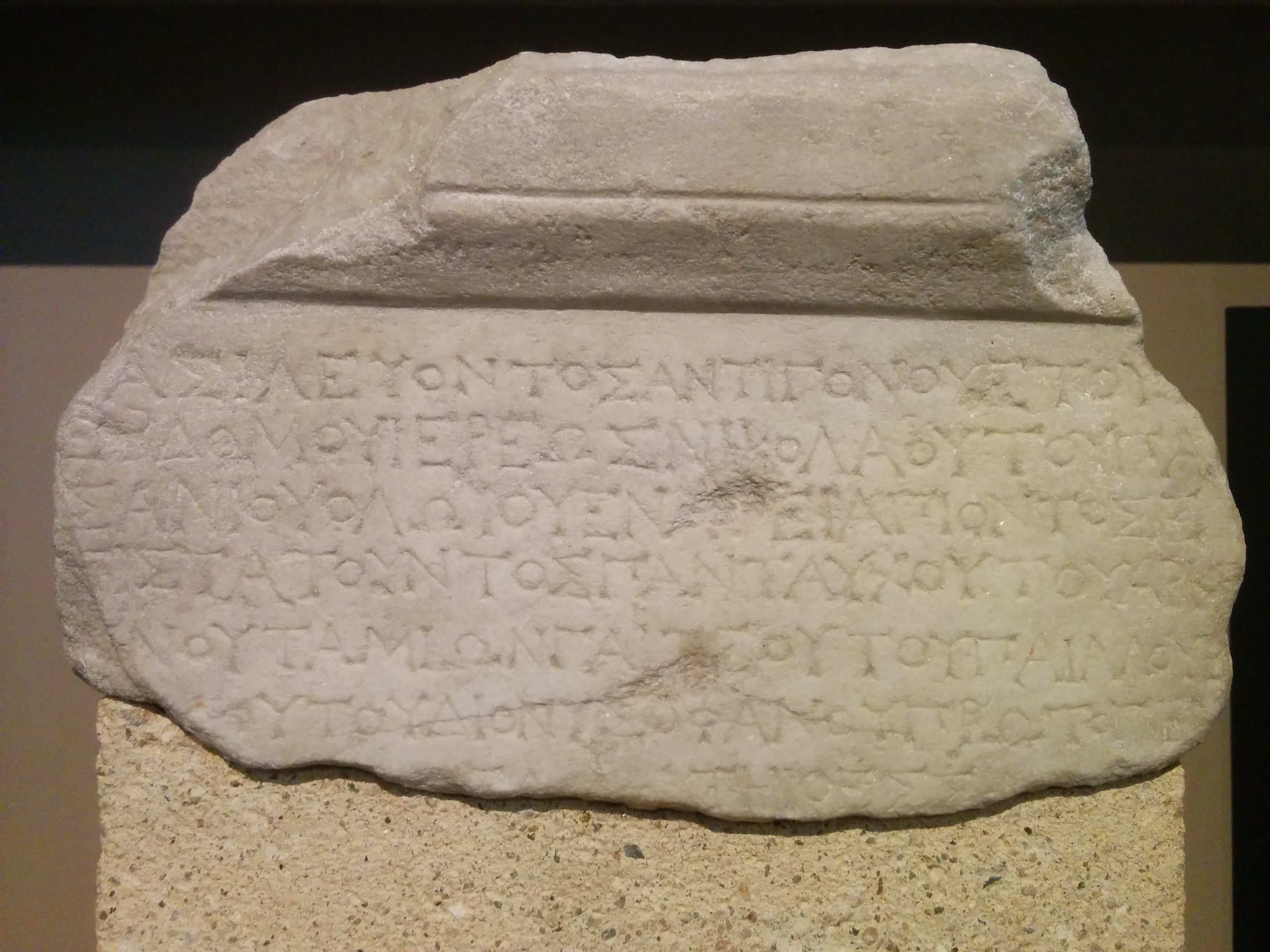
Inschrift, die Antigonos III. Doson erwähnt, 223 v. Chr., Archäologisches Museum Thessaloniki

Unter Herrscherkult ist die göttliche Verehrung eines Herrschers oder einer Herrscherin zu Lebzeiten zu verstehen. Das Phänomen war vor allem während der hellenistischen Zeit von großer Bedeutung. Es hat seine Wurzeln in griechischen Traditionen und der Interaktion zwischen den Poleis und Herrschenden. Zu unterscheiden ist dabei zwischen dem Herrscherkult, der von griechischen Städten, Vereinen und Privatpersonen eingerichtet wurde, und dem Kult, der von der königlichen Administration selbst initiiert wurde. Letzterer war besonders bei den Ptolemäern sowie bei den späteren Seleukiden üblich.
Nach dem Alexanderzug und dem Tod von Alexander dem Großen entwickelten sich unter den Diadochen neue Königreiche. Sie entstanden zu einem großen Teil in Gebieten, die bereits eine monarchische Tradition hatten. Die Legitimität des Königtums war dabei eng an die Macht und die Erfolge des Königs gebunden. Im Gegensatz dazu taten sich die griechischen Städte, in denen die Demokratie damals als einzig legitime Verfassung galt, sehr schwer mit einer Königsherrschaft. Die gegenseitige Abhängigkeit beruhte auf realen Machtverhältnissen und dem Bemühen der Herrscher um Legitimation. Aus diesem Spannungsfeld entstand der Herrscherkult. Er wurde von den Griechen früh auch auf die Römer angewendet, als Hellas ab 200 v. Chr. unter ihren Einfluss geriet. Sein ideologisches Konzept war so erfolgreich, dass Teile von ihm im römischen Kaiserkult seine Fortführung fanden.

## Die Städte
Der Kult für eine lebende Person wurde in einer Polis beantragt und danach von der Bürgerschaft beschlossen. Eine Stiftungsurkunde in Gestalt eines Volksbeschlusses (Psephisma) enthielt den konkreten Anlass für die Einführung und die Handlungen, die im Kult auszuführen seien. Bei einer Reihe von Kulten, deren Motive nicht überliefert sind, kann der Grund erschlossen werden, wie zum Beispiel, wenn ein Monarch als (Wieder-)Gründer (Ktistes) einer Stadt fungierte, denn es war seit jeher üblich, Gründer durch einen Kult zu ehren. Die Begründungen für die Einführung spiegeln sich auch in den ausgewählten Beinamen für die Herrscher wider, die als Kurzform eines Motivs angesehen werden können.
Die Einführung von städtischen Kulten wurde grundsätzlich auf eine herausragende Leistung oder Wohltat (euergetes, siehe dazu Euergetismus) einer Person zurückgeführt. Dies konnte die finanzielle Unterstützung in einer Notlage, die Rettung vor äußeren Feinden, die Rückgabe der „Freiheit“ oder eben die Gründung bzw. „Neugründung“ einer Stadt sein. Es versteht sich, dass man es hierbei mitunter auch mit Verzerrungen zu tun hat, die machtpolitische Realitäten bemänteln sollten. Der Dank für die (tatsächliche oder angebliche) Schaffung, Erhaltung oder Wiederherstellung der städtischen Existenz, „Demokratie“ und „Freiheit“ durch äußere Machthaber erfolgte im Bewusstsein, dass manch eine Polis aus eigener Kraft nicht mehr überleben konnte. Der Kult stellte eine ostentative Danksagung und Abtragung einer Dankesschuld dar. Es ging dabei also nicht um die Persönlichkeit oder Position eines Königs, sondern ausschließlich um dessen Verdienste, die gewürdigt werden sollten.
Im Kern bot der Herrscherkult den Poleis vor allem eine Möglichkeit, ihrer faktischen Unterordnung unter einen übermächtigen Monarchen Ausdruck zu verleihen, ohne äußerlich ihre Freiheit aufzugeben; zugleich wurde eine hierarchische Do-ut-des-Beziehung zwischen der Stadt, die dem König ihre Loyalität zusicherte, und dem Monarchen, der den Bürgern im Gegenzug Schutz und Wohltaten versprach, in Gestalt der kultischen Verehrung sichtbar gemacht. Da die Unterwerfung unter einen Monarchen dem Selbstverständnis einer griechischen Polis fundamental widersprach, bot der Herrscherkult einen Ausweg aus dem Dilemma, in das die Städte geraten waren, nachdem die makedonische Hegemonie etabliert worden war.
Ein Kult konnte daher jederzeit aufgehoben werden, sofern die Verehrung für die Stadt keinen Nutzen mehr hatte. Ob die verehrte Person gestorben war oder nicht, spielte dabei nicht die entscheidende Rolle; eher ging es um politische Umwälzungen, in deren Folge die betreffende Polis den Machtbereich eines Monarchen verließ, meist im Zusammenhang von Eroberungen oder internen Umstürzen (Staseis). Zuweilen nahm die Aufhebung drastische Züge an, wie am Beispiel von Philipp V. ersichtlich ist, bei dem Athen 201 v. Chr. sämtliche Kulthandlungen für ihn und seine Vorfahren aufhob und alle Ehrungen auf Inschriften löschte. In den alljährlichen Gebeten für das Wohl der Stadt sollten Philipp V., seine Vorfahren und Nachkommen sowie alle übrigen Makedonen fortan im Gegenteil verflucht werden.
Es lässt sich nach Ansicht mehrerer Forscher belegen, dass mit der zunehmenden Institutionalisierung des Herrscherkults während des 3. Jahrhunderts v. Chr. die religiösen Ehrungen, die die Städte für die Könige initiieren, langsam an Häufigkeit abnahmen, während Weihungen, die von der königlichen Administration eingefordert wurden, zunahmen. Die Entwicklung wird dahingehend gedeutet, dass die politische Bedeutung des Herrscherkults als Aushandlungsinstrument für die Städte im Verlauf des Hellenismus abgenommen habe. Der Kult einer griechischen Polis hatte dabei einen ausgesprochenen lokalen Charakter. Einerseits hatten die Städte nicht den nötigen politischen Einfluss außerhalb ihrer Domäne, und andererseits hätte es dem Sinn einer Danksagung für eine konkrete, lokale Wohltat widersprochen, den jeweiligen Kult großflächig einzuführen.
Ein wichtiger Aspekt des vorkaiserzeitlichen Herrscherkults ist laut Christian Habicht die Tatsache, dass die Städte in ihrer Wahrnehmung keine Götter schufen, sondern übermächtigen Menschen, die zu großen Taten fähig waren und damit den Göttern glichen, göttliche Ehrungen zuwiesen. Sie erkannten sie demnach aufgrund ihrer Macht als gottgleich an, aber sie schufen keine Götter. So finde sich in keiner hellenistischen Inschrift die Angabe, dass eine Stadt einen Herrscher zu einem Gott gemacht habe; und somit habe es auch keine Apotheose einer lebenden Person gegeben. Erstmals habe eine Stadt erst im Dekret von Mytilene Augustus zu einem Gott erhoben. Damit wurde laut Christian Habicht die bloße Deklaration der Göttlichkeit einer Person aufgegeben zugunsten eines konstituierenden Charakters der Handlung, und der Begriff Apotheose fand in der folgenden Zeit Einzug in die griechische Sprache.

## Die Monarchien
Bereits vor der Entstehung der hellenistischen Königreiche waren die Monarchien von Makedonien, Ägypten und Asien auf viele Arten mit der Religion verbunden. In Makedonien nahmen die Könige priesterliche Funktionen ein, in Ägypten war der Pharao der Vermittler zwischen Göttern und Menschen und im Perserreich hatte der König ein besonderes Verhältnis zum Schöpfergott Ahura Mazda.
Die hellenistischen Könige bemühten sich von Anfang an um gute Beziehungen zu den ortsansässigen und griechischen Göttern. Sie stellten sich unter den Schutz einer Gottheit und machten eine göttliche Abstammung geltend. Die Antigoniden beriefen sich auf Philipp II. und Alexander den Großen und leiteten ihre Abstammung von Herakles ab. Die Seleukiden hatten ihren Ahnherr und Beschützer Apollon von Milet und die ptolemäischen Könige in Ägypten passten sich mehreren griechischen Göttern an, wovon der wichtigste Dionysos war.
Bereits Homer beschreibt das Wohnen eines Sterblichen bei einer Gottheit. Die eigentliche Bedeutung des Synnaos Theos entfaltete sich während der hellenistischen Zeit. Das Teilen eines Tempels zwischen Herrschern und Göttern stellte eine Verbindung zwischen Göttern und vergöttlichten Menschen in gemeinsamen Ritualen her und war ein wichtiges Glied in der Kette, die zum Herrscherkult führte.

## Griechische Vorstellung des Göttlichen
Ein großer Unterschied zwischen griechischer Vorstellung vom Göttlichen und zum Beispiel dem christlichen Glauben ist die „Brüchigkeit der Grenze zwischen Gott und Mensch“. In der griechischen Tradition wurden herausragende Persönlichkeiten immer wieder als „Götter unter Menschen“ bezeichnet. Zum Beispiel zeigt eine Untersuchung über die Behandlung der Heroen bei Herodot auf, dass dieser frühe Geschichtsschreiber einen kleinen oder gar keinen Unterschied zwischen Heroen und Göttern bei religiösen Themen gemacht hat. Heroen werden sogar als Götter bezeichnet, wenn es um ihre religiöse Rolle oder dargebrachte Opfergaben geht. Die häufige Bezugnahme auf die Hybris des Menschen in griechischen Legenden und Mythen weist ebenfalls auf ein abgestuftes Verständnis zum Göttlichen hin.

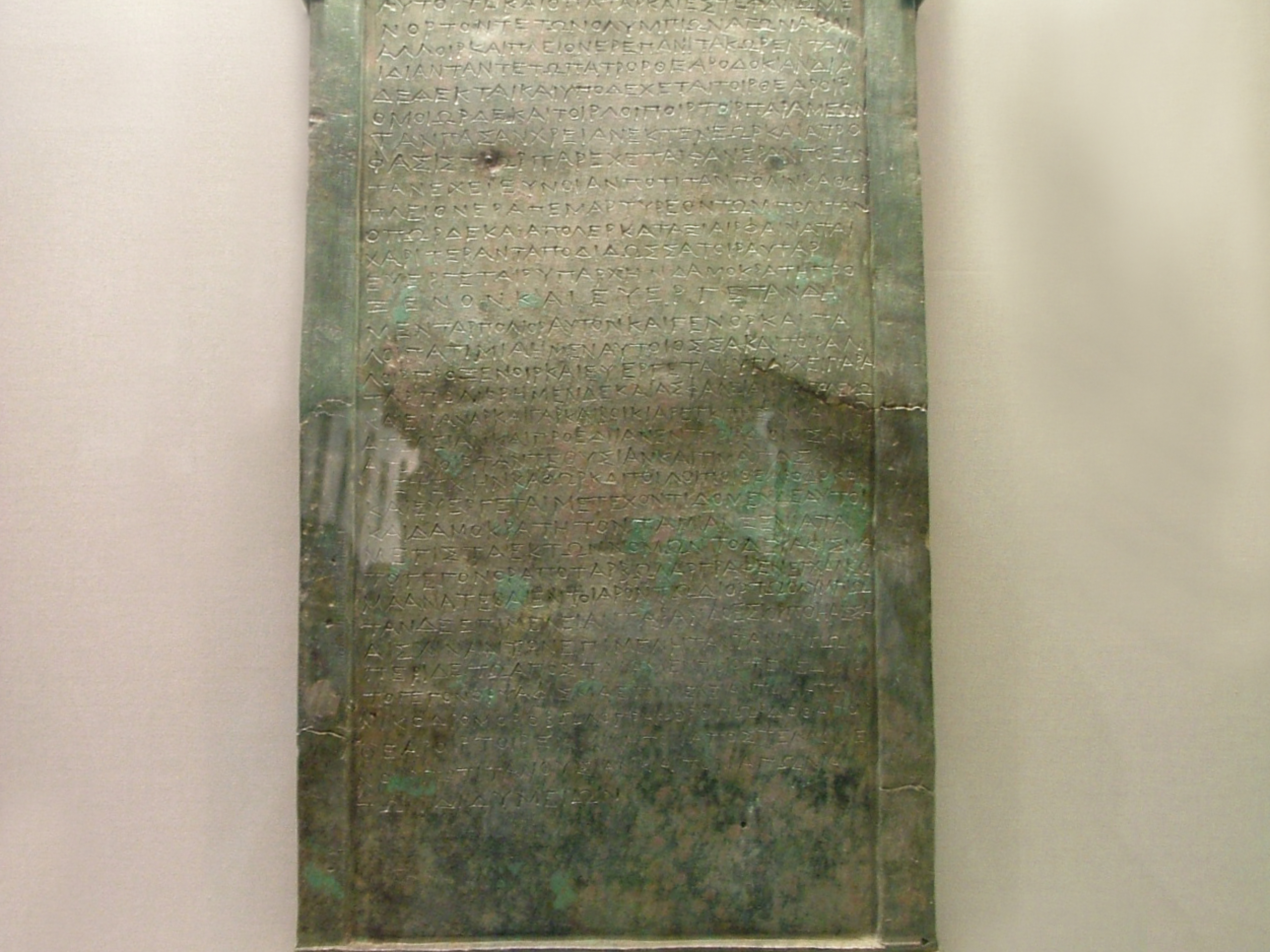
Ehrendekret für den Ringkämpfer Demokrates von Tenedos für seinen Sieg an den Olympischen Spielen, 300–250 v. Chr.

Im Mittelpunkt der griechischen Vorstellung des Göttlichen lag die Bereitschaft der Götter und Göttinnen, dass sie denen, die sie verehrten, zuhörten und sie unterstützten. Menschen, die zu Lebzeiten außerordentliche Leistungen vollbracht hatten wie Siege im Kampf oder bei einem Wettkampf, konnten zu einer beschützenden Macht nach ihrem Tod werden. Beispiele dafür waren Asklepios, Herakles oder Dionysos, die nach ihrem Tod zu Göttern erhoben wurden. Der hellenistische Königskult schloss an diese Vorstellung an. Die Könige hatten die Aufgabe, bereits zu Lebzeiten und über ihren Tod hinaus, die sie Verehrenden zu schützen und zu fördern.
Im Glauben der Griechen war die reale Sichtbarkeit von göttlicher Macht ein wesentliches Element. Dies kommt in einem Hymnos der Athener für Demetrios I. Poliorketes Soter zum Ausdruck. Der Hymnos ist von Duris von Samos und Demochares überliefert.

„Andere Götter sind nämlich entweder weit entfernt oder haben keine Ohren oder existieren nicht oder beachten uns nicht, auch nicht ein einziges Mal. Dich aber sehen wir gegenwärtig anwesend, nicht aus Holz, auch nicht aus Stein, sondern echt.“

Der Anspruch der Herrschenden auf göttliche Verehrung musste mittels Erfolg, Schutz und Mildtätigkeit verdient werden. Die zahlreichen Epitheta der hellenistischen Könige wie Retter (soter), manifestierte Macht (epiphanes) oder Siegreicher (kallinikos) wiesen auf die Besonderheit ihrer Verdienste hin. Die gott–ähnlichen Verdienste ermächtigten die Könige, ähnliche Ehrungen wie die Götter zu empfangen. Sie waren aber nicht mit den Göttern identisch, da ihre Sterblichkeit den Unterschied ausmachte. Mit ihren Leistungen konnten sie aber diese Unzulänglichkeit überwinden.
Die Pflichten der Herrschenden werden im erwähnten Hymnos der Athener ebenfalls aufgeführt:

„So beten wir denn zu dir: Zunächst schaffe Frieden, Liebster, der Herr bist ja du; aber die nicht nur über Theben, sondern über ganz Griechenland herrschende Sphinx (ein Aitoler, der, auf dem Felsen sitzend wie die Uralte, alle unsere Leiber raubt und fortträgt, und ich vermag nicht zu kämpfen […]): Am besten züchtige sie selbst; andernfalls finde einen Oidipus, der diese Sphinx entweder vom Felsen stürzen oder zu Staub machen kann.“

## Interaktion zwischen Herrschenden und Beherrschten

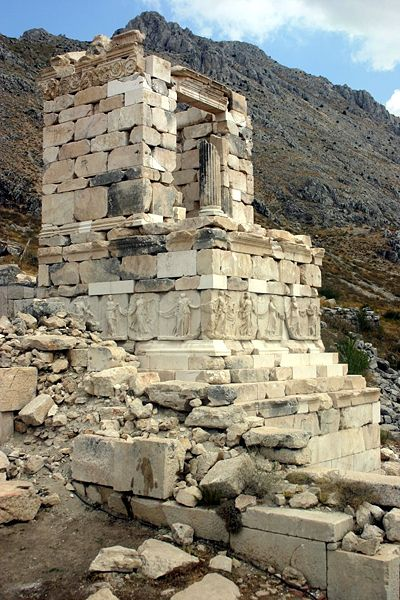
Heroon von Sagalassos

Es ist eine weit verbreitete Vorstellung, dass die Könige den Herrscherkult gezielt nutzten, um ihrer Herrschaft die nötige Legitimation zu geben. Diese Vorstellung verwechselt nach Ansicht vieler Forscher allerdings (zumindest für die Anfangszeit) das Resultat mit der ursprünglichen Absicht und kann mit der antiken Überlieferung nicht belegt werden. Demochares schreibt sogar, dass Demetrios I. Poliorketes Soter sich über das Verhalten der Athener geärgert habe, da viele Aspekte des Kults mit theatralischem Verhalten untermalt wurden.

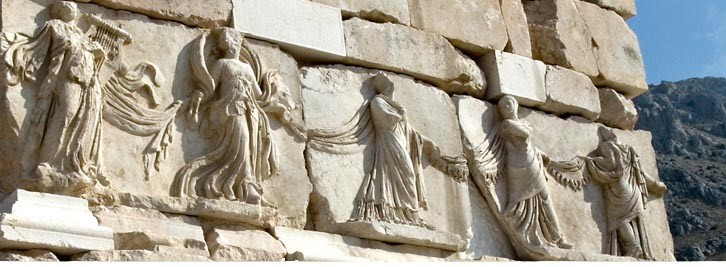
Fresken auf dem Heroon von Sagalassos

Bis auf den Sonderfall von Alexander dem Großen waren es in der frühhellenistischen Zeit immer die Städte, die einen Kult in die Wege leiteten. Sie schlossen über den Kult eine enge Beziehung mit dem König mit der Absicht, ihre Dankbarkeit für vergangene Taten und ihre Erwartungen für zukünftige Wohltaten auszudrücken. Um die Herrschenden wohlwollend zu stimmen, akzeptierten sie ihre Rolle als Untergebene und zeigten sich schwach und bedürftig. Im Gegensatz dazu konstruierten sie das Bild des gottgleichen Königs. Die Herrscher auf der anderen Seite versprachen, die Interessen der Städte zu berücksichtigen. Als ein religiöses Phänomen entspricht der Herrscherkult damit der Mentalität des do ut des, „ich gebe wie du gibst“, das dem grundlegenden Element der griechischen Vorstellung von den Göttern entspricht.
Es gab nicht nur einen offiziellen Kult der Städte als Institution. Individuen wurden ebenfalls aufgefordert, teilweise per Dekret, den Königen zu huldigen und Opfer darzubringen. Ein Brunnen, der Laodike gewidmet war, wurde für Opfer, Reinigungen und Hochzeitsrituale verwendet. Es existieren Widmungen von Soldaten und Offizieren, die auf diese Weise ihre Loyalität und Solidarität ausdrückten mit der Hoffnung auf Förderung und Schutz.
Ein wichtiges Instrument der Könige waren die Garnisonen. Der Befehlshaber und seine Soldaten wurden zu Trägern der dynastischen Ideologie. Sie waren präsent und machten mit ihren Widmungen und Verehrungen den König präsent. Beispiele dafür sind Überlieferungen aus Kreta, Zypern und Ephesos. Eine ähnliche Rolle spielten die Priester. In den Städten, die unter der direkten oder indirekten Kontrolle des Königs waren, sorgten sie dafür, dass die Verehrung des Königs gepflegt wurde.

## Ritualisierte Handlungen

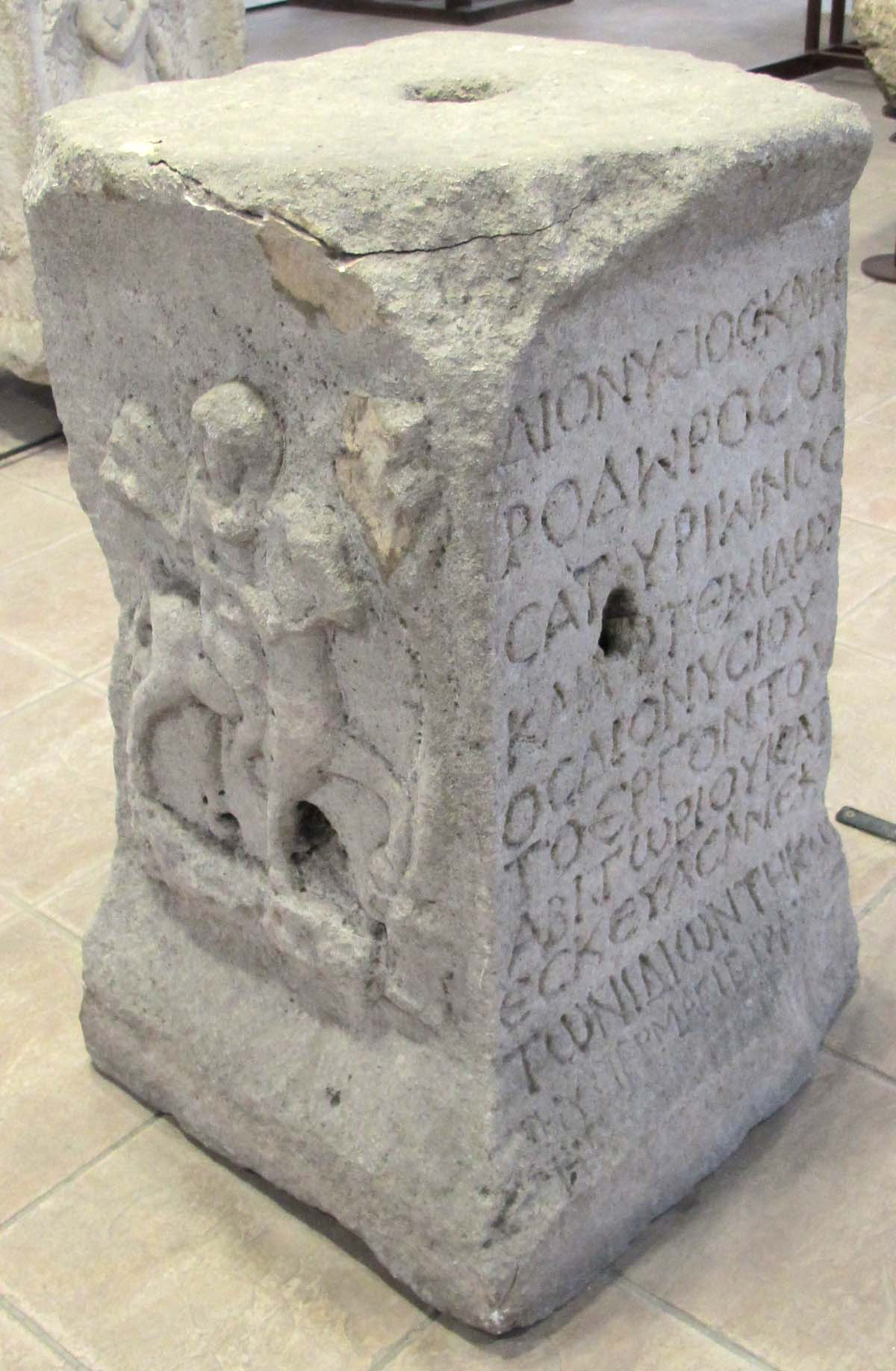
Votivaltar aus Istria in Rumänien, 2. Jahrhundert v. Chr., Historisches Museum Bukarest

Von Beginn an wurde der Herrscherkult nach dem Modell der Verehrung für die Götter vollzogen. Zentrales Element war der Feiertag, der den Namen des Verehrten trug. Es wurden Opfer dargebracht, die einen unerlässlichen Bestandteil eines Kults darstellten. Weitere Handlungen waren Prozessionen und die Durchführung von Wettbewerben. Der Feiertag für lebende Herrscher fand immer an ihren Geburtstagen statt, sofern der Kult zu Lebzeiten gegründet worden war. So wurden zu Lebzeiten Alexanders des Großen gegründete Kulte auch nach seinem Tod weiter an seinem Geburtstag gefeiert. Der Kult in Alexandria dagegen, der erst nach seinem Tod eingeführt wurde, fand an seinem Todestag statt.
Der Feiertag begann gewöhnlich mit einer Prozession. Wenn der Feiertag von Städten organisiert wurde, nahmen die Bewohner am Umzug teil. Wenn er von der königlichen Administration durchgeführt wurde, war die Bevölkerung Zuschauer. Wettbewerbe überlebten sehr oft die Könige wie im Beispiel von Pergamon, bei dem die Spiele sogar die Dynastie bis ins 2. Jahrhundert n. Chr. überdauerten.

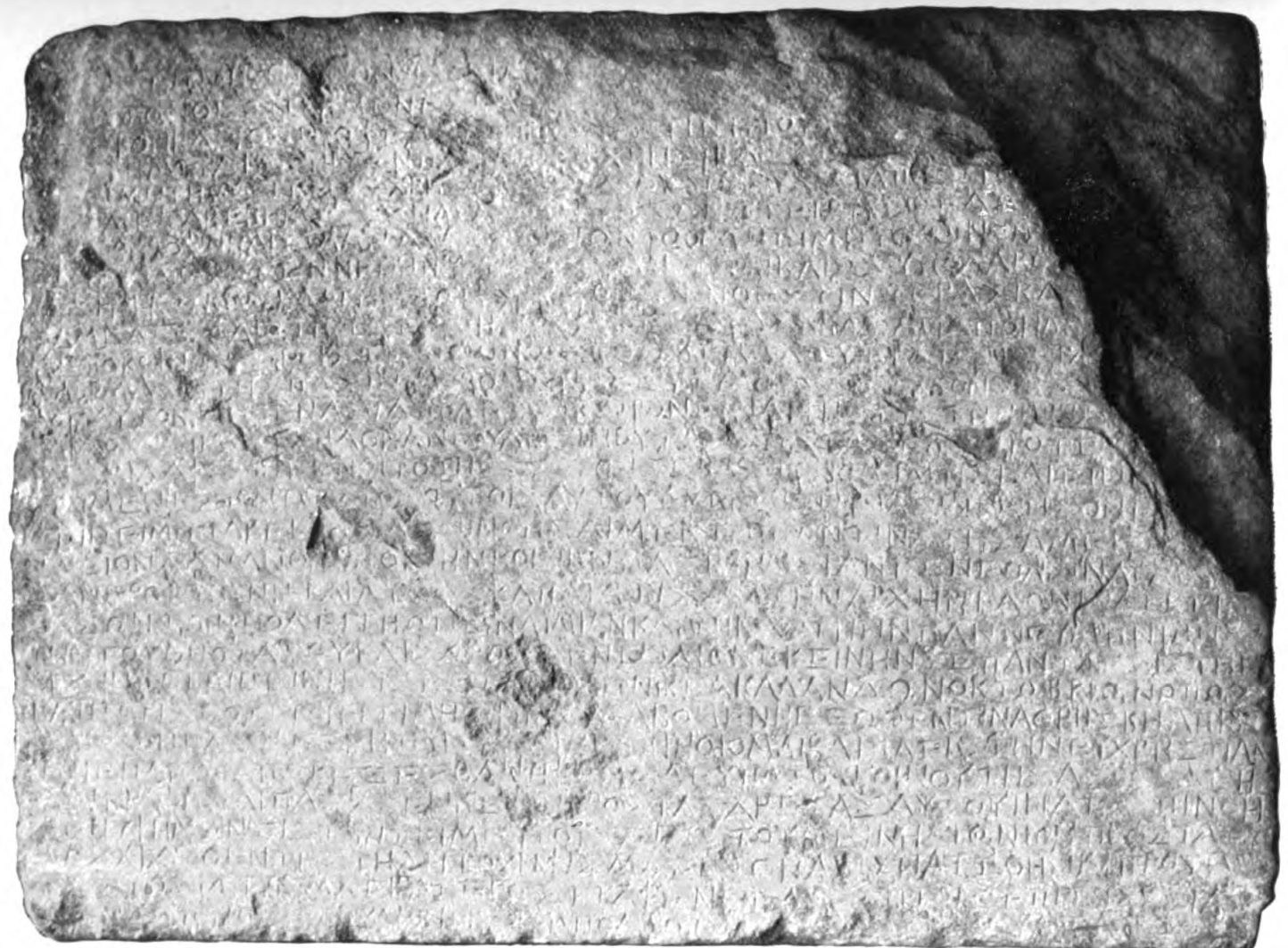
Kalender aus Priene, 1. Jahrhundert v. Chr.

Es wurden Altäre und Schreine gebaut, die von Priestern betreut wurden. Die Bauwerke standen in Bezirken, die den Namen des Königs oder der Königin trugen. Bei Statuen ist es schwierig nachzuweisen, ob sie Teil eines Herrscherkults waren oder einfach der Ehrerbietung eines Verdienstvollen dienten. Sie standen gewöhnlich in einem Tempel, der einer Gottheit gewidmet war.
Der Begriff Eponym wird im Zusammenhang des Herrscherkults oft von Wissenschaftlern in Beschreibungen von Kulten verwendet. Phylen, heilige Bezirke, Feiertage und Monatsnamen konnten den abgeleiteten Namen des Herrschers tragen und waren ein wichtiges Ausdrucksmittel eines Kults für einen bestimmten König. Es wird aber auch der Begriff der eponymen Priesterämter verwendet, bei dem es nicht um den Namen des Herrschers geht. Der Begriff wird im Kapitel Priester und Priesterinnen näher erläutert (siehe unten).
Die Handlungen der Städte zu Ehren der Herrschenden wurden im hellenistischen Raum unzählige Male wiederholt und Inschriften bestätigen, dass sie zunehmend einen „stereotypischen“ Charakter erhielten.

### Opfer
Ein wichtiger Hinweis für eine kultische Verehrung war die Durchführung eines Opferrituals. Für Schlachtopfer ist die Verwendung von Schafen und Rindern überliefert. Es wurden aber auch Brand- und Trankopfer dargebracht. Weihrauchopfer sind im Kult der Attaliden nachgewiesen. Die Opfer wurden von Priestern, im Fall des Ionischem Bund von Delegierten aus allen Bundesstädten oder in Pergamon von einem Strategenkollegium ausgeführt.

### Tempel, Altäre und Kultbild
Ein Hieron (Heiligtum) wurde in der Regel nach der verehrten Person benannt. Der Name fasste dabei nicht nur den Naos (Kultgebäude), sondern das gesamte Temenos (heiliger Bezirk). Beispiele dafür sind Amyntion, Alexandreion, Ptolemaion, Eumenion und viele andere. Die Lage und Gestaltung der Heiligtümer sind selten bekannt. In Rhodos lag das Temenos des Ptolemaios I. mitten in der Stadt. Die Byzantier bauten den Tempel für Ptolemaios II. auf eine Landspitze vor der Stadt und in Teos lag das Alexandreion in einem Hain.
Jeder Kultort enthielt einen Altar, der vor dem Tempel stand. Altäre waren viel häufiger als Tempel, da diese aufwendiger zu bauen waren. Wenn ein Tempel und ein Altar vorhanden waren, gab es auch ein Kultbild. Es wird dabei zwischen einem Agalma („Kultbild“) und einem Eikon („Ehrenstatue“) unterschieden.

### Priester und Priesterinnen
In der griechischen Gesellschaft gab es keinen Priesterstand und zu einem Kult gehörte nicht notwendigerweise ein eigener Priester oder eine Priesterin. Die Praxis war allerdings verschieden und einzig die Pflege und Verwaltung eines Tempels verlangte nach dem Amt eines Priesters.
Eponyme Priester oder Priesterinnen wurden für ein Jahr gewählt. Ähnlich den Konsulatsjahren im Römischen Reich trugen die Jahre den Namen der Gewählten wie in Kassandreia und in Dura Europos. Ein eponymes Priesteramt konnte daher als Datierungselement dienen. In Ägypten zum Beispiel wurden offizielle Dokumente mit dem Regierungsjahr von Ptolemaios I. und dem Namen des Priesters, der das eponyme Priesteramt des Alexander-Kults in Alexandria innehatte, datiert. Im selben Reich wurde 270 v. Chr. eine eponyme Priesterin für Arsinoë II. eingesetzt, die in den offiziellen Dokumenten zusammen mit dem Priester des Alexander-Kults aufgeführt wurde. In Erythrai war das Alexanderpriestertum wie auch alle anderen Priesterämter verkäuflich. Alle bekannten eponymen Priesterämter der Kulte von Städten waren Ämter für Städtegründer.
Priesterinnen in Städtekulten sind nicht bekannt. In dynastischen Kulten sind sie aber nicht selten. Im staatlichen Kult der Seleukiden sind Priesterinnen für Laodike und Berenike überliefert. In der Regel wurden Priester für den Kult eines Gottes und Priesterinnen für eine Göttin bestellt.

### Feste, Agone und Prozessionen
Die Panegyris (Veranstaltung) zu Ehren von lebenden Personen war mit Agonen (Wettspiele) und Schaustellungen verbunden. Das Fest trug den Namen des Geehrten wie die Alexandreia des Ionischen Bunds, die Lysandreia in Samos, die Demetrieia in Athen und die Seleukeia in Erythrai. Die wichtigsten Elemente des Feiertags waren das Opfer und die Agone. In der Regel gehörte eine Pompe – ein Festumzug – dazu, an der die bekränzte Bevölkerung aktiv teilnahm. Die Beteiligung an der Pompe war den Bürgern einer Stadt vorbehalten. Aus Plataiai ist zum Beispiel überliefert, dass an der Prozession für die Gefallenen der Schlacht von Plataiai keine Sklaven teilnehmen durften, da die Gefallenen für die Freiheit gekämpft hatten. Nachdem die Prozession beendet war, wurde der Opferritus vollzogen.
Die Arten der Wettkämpfe umfassten gymnische und musische Agone. Beliebt waren auch Pferde- und Wagenrennen. Bei den musischen Agonen gab es tragische, dramatische und lyrische Aufführungen.

### Phylen und Monate
In der gesamten hellenistischen Zeit wurden zahlreiche Phylen nach lebenden Menschen benannt. Die Überlieferung zählt Alexander der Große, Antigonos I. Monophthalmos, Demetrios I. Poliorketes, Seleukos I., Antiochos I. und Ptolemaios I. zu Eponymen von Phylen auf. Die Beispiele reichen weiter zu den pergamenischen Herrschern und bis zu den römischen Kaisern. Die Benennung einer Phyle nach einer lebenden Person war eine vom Staat verliehene Auszeichnung und ging einher mit der kultischen Verehrung des Herrschenden durch die ganze Stadt. Die kultische Verehrung einer Phyle für ihren Namensgeber wurde parallel dazu durchgeführt. Bei einem Gründer der Stadt trug die Phyle den Namen von Beginn an. In den anderen Fällen wurde das bisherige Eponym ersetzt oder die Anzahl Phylen wurde vergrößert.
Die griechischen Monate trugen immer die Namen von Göttern oder Festen. Man geht davon aus, dass Monate, die die Namen von lebenden Personen trugen, ein Hinweis auf eine kultische Verehrung geben. Überlieferte Monatsnamen sind Demetrion in Athen, Seleukeios in Ilion, Antiocheon in Laodikeia am Lykos. In Ilion ruhten die Gerichtsverhandlungen während des Monats Seleukeios und von Philochoros ist überliefert, dass der Monat Demetrion in Athen als „heiliger“ Monat gegolten hat.

### Epitheta
Die hellenistische Zeit war eine Blütezeit der Epitheta, die den Herrschenden zugelegt wurden, um ihre besonderen Verdienste hervorzuheben. Die häufigsten Epitheta in der frühen hellenistischen Zeit bis 240 v. Chr. waren Theos, Soter und Euergetes. Da Euergetes eine profane Bedeutung hatte, beweist seine Aufführung nicht unbedingt, dass ein Kult für diese Person existiert hat. Dagegen weisen Soter und Theos immer auf einen Kult hin.
Vielmals waren die Beinamen nicht ein ständiger Titel, sondern Ausdruck eines spezifischen lokalen Kults. So konnte ein König in verschiedenen Städten jeweils einen anderen Titel tragen. Es ist deshalb nicht möglich, einen König aufgrund seines Beinamens identifizieren zu wollen und die öfters anzutreffende Gleichnamigkeit unter Königen macht eine genaue Zuweisung zu einer bestimmten Person noch schwieriger.
Die städtischen Beinamen entstanden aufgrund von Verdiensten eines Königs. Antiochos I. erhielt den Beinamen Soter in Ilion, weil er die Stadt in Kriegsgefahr gerettet hatte. Ptolemaios I. wurde mit dem gleichen Beinamen von Rhodos geehrt, weil er sie vor Demetrios I. Poliorketes beschützt hatte. Die Beinamen drücken demnach die Motivation aus, warum eine Stadt einen Kult für einen Herrscher einrichtete. Sie sagen nichts über die Persönlichkeit oder die Eigenschaften eines Herrschers aus, sondern beschreiben ausschließlich dessen Verdienste.
Die offiziellen Beinamen wurden dagegen im ganzen Reich verwendet. Sie entstanden unabhängig von den städtischen Beinamen, wobei es vorkam, dass lokale Namen sich zu dynastischen entwickeln konnten. Bei den Seleukiden zum Beispiel wurden die dynastischen Beinamen erst nach dem Tod der betreffenden Person verliehen und im ganzen Reich angewendet.

## Entwicklung

### Vorgänger
Der Spartaner Lysander war der erste, der sich zu Lebzeiten gott–ähnlich verehren ließ. Auf Samos wurde nach Angaben von Duris ein Altar für Lysander errichtet, Opfer erbracht, ihm zu Ehren wurden kultische Lieder gesungen und der Feiertag für Hera wurde nach ihm umbenannt.
Der Königskult für Lysander und seine Einstufung als Vorgänger des Herrscherkults war bis Mitte des 19. Jahrhunderts unter Wissenschaftlern umstritten. Manche stuften ihn als Heroenkult ein, in der Meinung, dass die Wurzeln des Herrscherkults aus dem Orient abzuleiten seien. Andere wiederum sahen ihn als Präzedenzfall, weil sie den Herrscherkult als persönliche Schöpfung Alexander des Großen ansahen.
Die Verehrung von Dion von Syrakus ist ein weiterer Kult im Vorfeld des Herrscherkults, aber auch diese Einschätzung ist nicht unumstritten. Nachdem Dion 357 v. Chr. Syrakus von der Tyrannis befreit hatte, die Dionysios I. von Syrakus berühmt gemacht hatte, wurde er als Befreier gefeiert. Als er die Stadt ein zweites Mal rettete, erhielt er die Beinamen soter (Retter) und euergetes (Wohltäter). Die Bewohner errichteten ein Tropaion und brachten ihm Opfer dar.
Unmittelbare Vorgänger des Herrscherkults waren die Kulte für die zwei mazedonischen Könige, Amyntas III. und Philipp II. In Pydna ist der Schrein Amynteion überliefert. Die Hinweise für einen Kult für Philipp II. sind für Amphipolis, Ephesos und Eresos widersprüchlich. Ebenso umstritten ist ein Bericht, dass ein Bild von Philipp II. zusammen mit den zwölf olympischen Göttern kurz vor seiner Ermordung an einer Prozession mitgeführt wurde. Der Kult der Stadt Philippi hingegen fand möglicherweise schon zu seinen Lebzeiten statt.
Vor der Zeit von Alexander dem Großen waren Herrscherkulte nicht weit verbreitet und traten vor allem in Makedonien auf. Erst mit Alexander dem Großen wurde ein Präzedenzfall geschaffen, der die Kraft hatte, sich im ganzen hellenistischen Raum auszubreiten.

### Alexander der Große

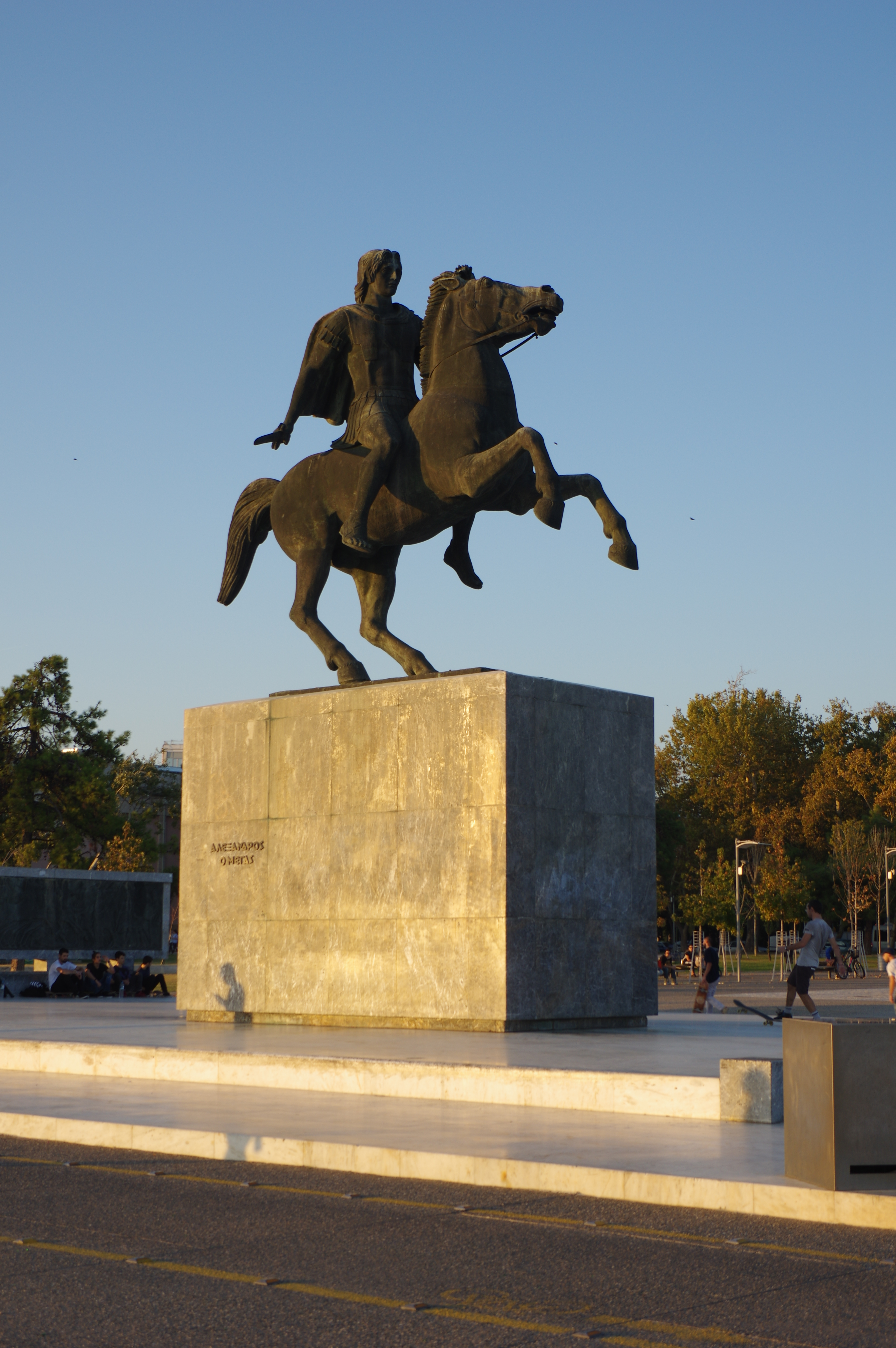
Statue Alexander der Große in Thessaloniki

Alexander der Große stellt in Bezug auf den Herrscherkult einen Sonderfall dar. Seine militärischen Erfolge stellten alles bisherige in den Schatten. In der Eroberung der für uneinnehmbar gehaltenen Festung Aornos am Indus war er erfolgreicher als Herakles und sein Feldzug nach Indien war vergleichbar mit demjenigen von Dionysos. Mit seinen Eroberungen kam er in Kontakt mit der Ehrerbietung des persischen Hofs gegenüber dem König und der göttlichen Verehrung des ägyptischen Pharaos.
Bereits zu Lebzeiten Alexanders sind Kulte aus mehreren Bundesstädten des Ionischen Bunds bezeugt und ein gemeinsames Fest. Der Bund, eine Form von Koinon, führte Alexanderspiele mit Wettbewerben (Agone) und Opfern durch. In Ephesos wurde der Kult für Alexander 334 v. Chr. eingeführt, nachdem er die Stadt befreit und sie von ihren Tributen befreit hatte. Nach einer Erzählung des Artemidor von Ephesos, die von Strabon wiedergegeben wird, bauten die Bewohner der Stadt auf Wunsch von Alexander den Tempel neu auf. Sie fragten ihn an, ob er sich an den Kosten beteiligen könne, und er antwortete, „es zieme sich nicht für einen Gott, den Göttern Weihgeschenke zu stiften.“
Es bricht nicht mit griechischer Tradition, dass Alexander seine Abstammung auf Helden wie Achilleus und Herakles zurückführte. Beispiele dafür sind aus Athen und Kos überliefert. Darüber hinaus deklarierte sich Alexander kurz vor seinem Tod als Sohn des Zeus. Auch dazu gibt es eine Vorgeschichte, indem die Sibylle von Erythrai bereits im Winder 332/1 v. Chr. verkündete, dass Alexander der Sohn des Zeus sei. Zudem existieren griechische Zeugnisse von anderen Personen aus früherer Zeit, die als Söhne des Zeus angesehen wurden, wie die Beispiele Theogenes aus Thasos oder Euthymos zeigen.
Die Einforderung von Alexander auf göttliche Verherrlichung von den griechischen Städten und deren Reaktion hat Anekdoten hervorgebracht, die als „unzuverlässig“ oder „sehr irreführend“ bezeichnet werden. Irreführend in dem Sinn, wenn sie zur Annahme verleiten, die griechischen Städte hätten den Herrscherkult nur widerwillig akzeptiert und er sei ihnen als etwas Fremdes aufgezwungen worden. Die Reaktionen von Sparta und Athen sind nachfolgend trotzdem aufgeführt, weil sie das Spannungsfeld zwischen griechischen Städten und hellenistischen Königreichen verdeutlichen und einen Hinweis darauf geben, warum der Herrschaftskult von manchen Wissenschaftlern als Phänomen bezeichnet wird.
Von Plutarch ist die Reaktion von Sparta überliefert. Die Spartaner beschlossen demnach: „Wenn Alexander ein Gott sein will, lass ihn ein Gott sein“. In Athen soll Demosthenes die Bemerkung gemacht haben: „Lass ihn den Sohn des Zeus sein, und auch des Poseidon, wenn er will.“
Das Ausmaß, die Verbreitung und die Fortdauer der Verherrlichung von Alexander dem Großen wurde vor und nach ihm von keinem hellenistischen Herrscher erreicht. So reparierten in der zweiten Hälfte des 2. Jahrhunderts v. Chr. private Personen seinen Schrein Alexandreion in Priene und eine Stadt reservierte im selben Jahrhundert in ihrem „Budget“ einen Betrag, um Opfer für ihn durchzuführen. Es sind noch viele Beispiele aus anderen Städten überliefert, die zeigen, dass seine Verehrung weit über seinen Tod hinausreichte.

### Lokale Varianten

#### Antigoniden

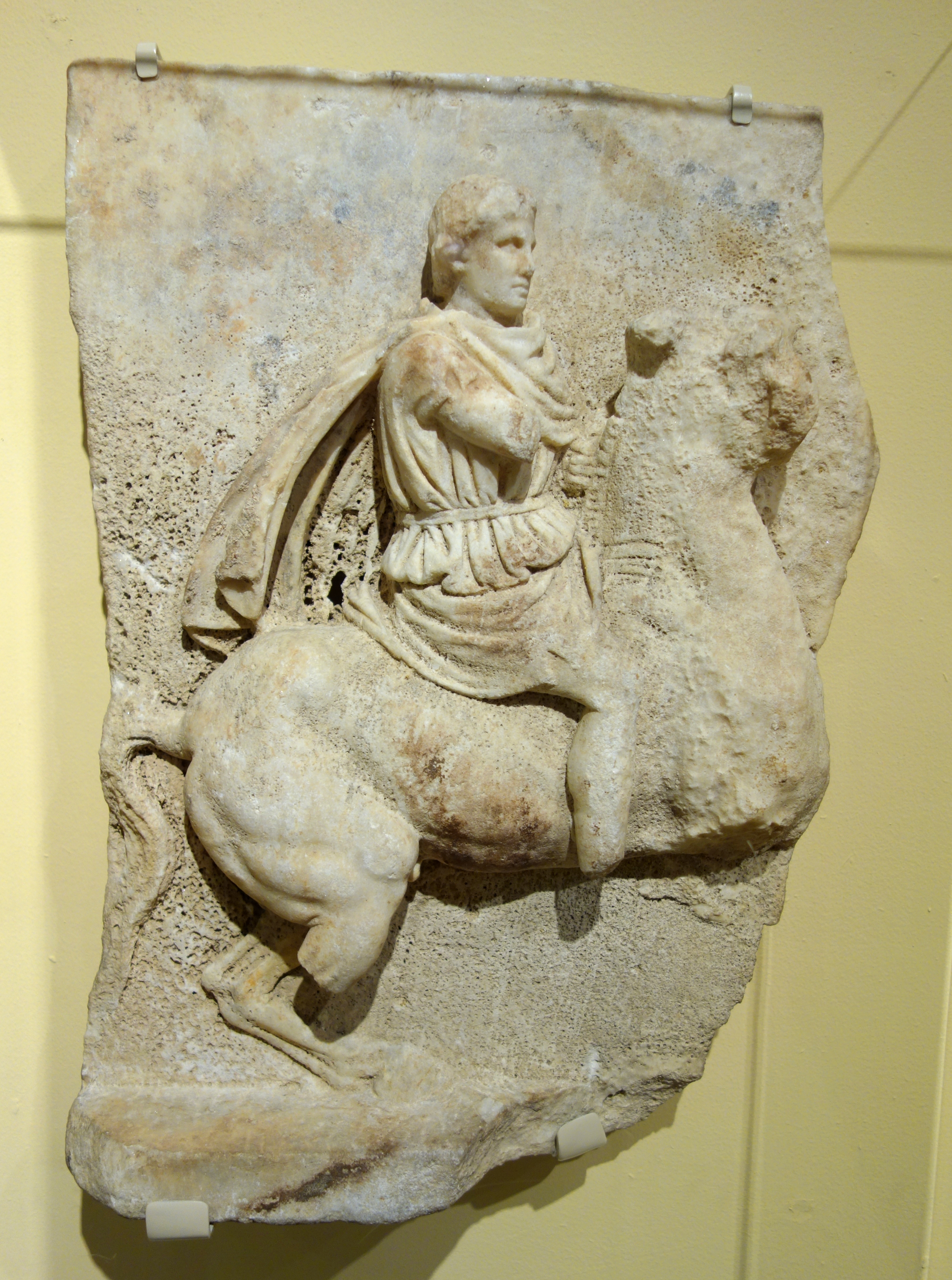
Demetrios Poliorkretes, Marmorrelief, spätes 4. oder 3. Jahrhundert v. Chr.

Bereits 311 v. Chr. richtete die kleinasiatische Stadt Skepsis einen Kult für Antigonos I. Monophthalmos ein. Sie dankten dem König für den Frieden mit Kassander, Lysimachos und Ptolemaios I. und die Freiheit, die er den Städten zukommen ließ.
Das vom Nesiotenbund eingeführte Fest auf Delos zu Ehren von Antigonos I. Monophthalmos und Demetrios Poliorketes dürfte nach dem Sieg bei Salamis 306 v. Chr. eingeführt worden sein. Es ist bis 294 v. Chr. überliefert und wurde wahrscheinlich während der Vormachtstellung des Demetrios Poliorketes im ägäischen Raum bis 287 v. Chr. abgehalten.
Die Stadt Athen war Antigonos I. Monophthalmos und Demetrios I. Poliorketes nach der Befreiung von Kassander so dankbar, dass sie per Dekret ein Priesteramt gründeten, einen Altar erstellten, einen Feiertag mit einer Prozession und Wettspielen zu Ehren ihrer „Wohltäter“ und Befreier organisierten. Zwei Phylen,  Antigonis und  Demetrias, wurden nach ihren Namen benannt.
Für die Königin Phila I. ist ein Beschluss aus Samos überliefert, der ein Temenos erwähnt, der der Königin geweiht werden soll, „sobald die für die Königin beschlossenen Ehren ausgeführt sind“. Es ist umstritten, ob die Inschrift auf Phila I. oder auf Phila II., die Tochter des Seleukos I. und Gattin des Antigonos II. Gonatas, gemünzt ist. Unumstritten ist dagegen der Kult in Thia, in dem Phila I. zusammen mit Antigonos I. Monophthalmos und Demetrios Poliorketes aufgeführt ist.
Die Antigoniden herrschten über ein Gebiet, in dem die griechischen Traditionen sehr stark waren. Der frühe Herrscherkult für Antigonos I. Monophthalmos und Demetrios Poliorketes entspricht der Definition des von den Städten initiierten Kults. Er war weit verbreitet, aber auf die Städte beschränkt. Man nahm lange an, dass Antigonos II. Gonatas den Kult in den von ihm kontrollierten Städte ablehnte. Neuere Erkenntnisse deuten aber darauf hin, dass er von Athen gott-ähnliche Verehrungen empfangen hatte.

#### Ptolemäer

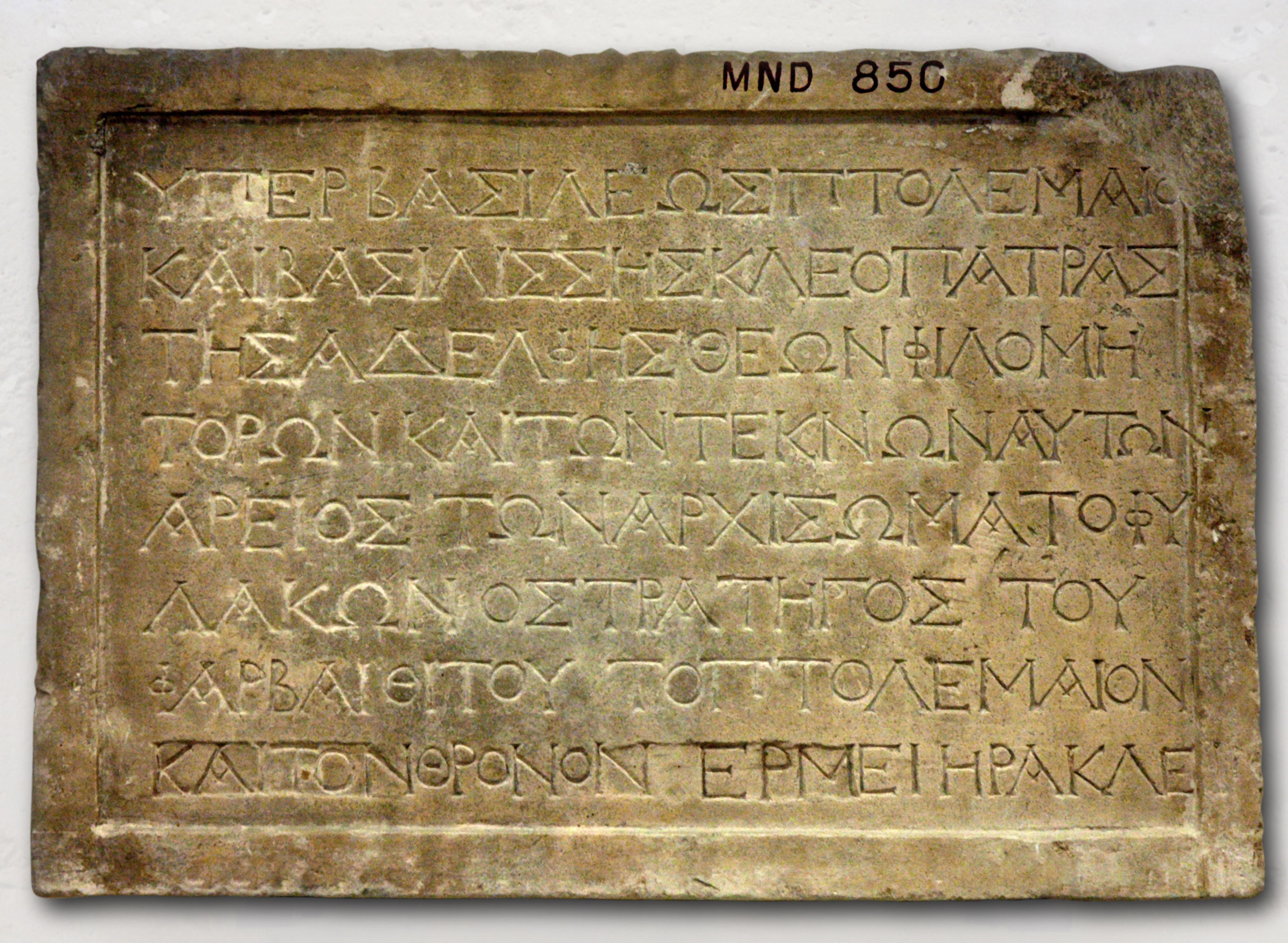
Widmung für Ptolemaios VI., 2. Jahrhundert v. Chr., Louvre

Die Ptolemäer sind ein Beispiel für die Einführung des Herrscherkults durch die königliche Administration. Mit Hilfe des Herrscherkults gelang es ihnen, alte ägyptische Traditionen in ihr Herrschaftssystem zu integrieren. Dies zeigt sich zum Beispiel in der Umlenkung von Erlösen zum Kult für Arsinoë II. oder die Übernahme von traditionellen Feiertagen für Feiern der Ptolemäer.

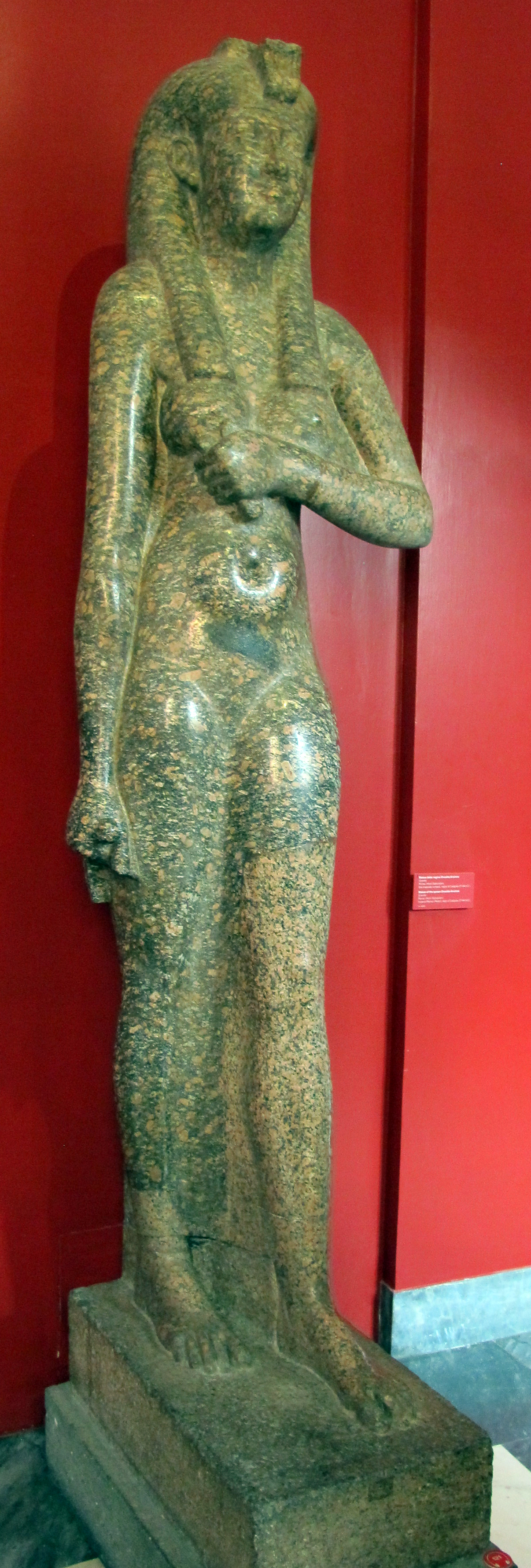
Statue von Arsinoë II. in Rom, 270 v. Chr.

Die ptolemäischen Königinnen spielten eine herausragende Rolle im Herrscherkult und ihre hohe Stellung zeigte sich darin, dass beinahe alle zu Lebzeiten einen Kult erhielten. Die beliebtesten Göttinnen, mit denen die Königinnen identifiziert wurden, waren Aphrodite und Isis.
Arsinoe II. war eine der populärsten Gottheiten in Ägypten und Zypern und ihr Bild wurde nach ihrem Tod mit Isis und Aphrodite verarbeitet. Allein in Zypern sind zwanzig Hausaltäre aus verschiedenen Städten überliefert und ihr Kult überdauerte ihren Tod um ein Jahrhundert. Zwei der frühesten Zeugnisse ihres Kults stammen vom ptolemäischen Feldherr Kallikrates und einem Chairemon, die Arsione II. als Schutzgöttin der Seeleute bezeichnen. Ptolemaios II. Philadelphos erhob seine verstorbene Gattin zur tempelteilenden Göttin in allen ägyptischen Tempeln. Es wird auch vermutet, dass sie die gleiche Ehre in griechischen Heiligtümern erhielt. 270 v. Chr. wurde für sie ein eigenes griechisches Priesterinnenamt errichtet und sie erhielt einen Altar, einen eigenen heiligen Bezirk, ein Fest, und einen Tempel. Ihr Kult war so wichtig, dass sie neben dem Tempel für die Geschwistergötter einen eigenen Altar im gleichen Ort erhielt.
Außerhalb von Ägypten erhielten die Ptolemäer in der Form eines städtischen Herrscherkults Ehrungen. Rhodos richtete Ptolemaios I. Soter 304 v. Chr. einen Kult ein, weil er ihnen bei der Belagerung durch Demetrios I. Poliorketes zu Hilfe geeilt war. Für Ptolemaios III. Euergetes und die Königin ist ein Priester auf derselben Insel belegt. Weitere Kulte sind vom Nesiotenbund, Milet und Ephesos bezeugt. In Athen wurde ein Kult für Ptolemaios III. Euergetes und Berenike II. 224/223 v. Chr. eingerichtet, der die Benennung einer Phyle, das Aufrichten einer Statue auf der Agora und ein Fest umfasste. Nach der Regierungszeit des vierten Ptolemäerkönigs verschwanden die städtischen Weihungen parallel mit dem Verlust der ptolemäischen Hegemonie über das östliche Mittelmeer.
In Ägypten wurden Ptolemaios I. Soter und Berenike I. bereits zu Lebzeiten von griechischen Privatpersonen als Götter verehrt. Der eigentliche Herrscherkult begann allerdings unter Ptolemaios II. Philadelphos. Er verfügte für sich und seine Schwestergemahlin Arsinoë II. 272/271 v. Chr. einen eigenen Kult. Im Palastviertel wurde ein heiliger Bezirk eingerichtet, in Philadelphia gab es einen Tempel für das Geschwisterpaar und aus Alexandria sind zwei Altäre überliefert. Es handelt sich um den ersten, von zentraler Stelle aus eingerichteten, reichsweiten Kult für die Ptolemäer.
Der Kult für die Person des Herrschers und seine Familienangehörigen entwickelte sich bald zu einem neuen Kult, der sich auf das gesamte Herrschergeschlecht bezog, ähnlich den Seleukiden. Im Gegensatz zu dem von Antiochos III. eingeführten Dynastiekult, der an den Ahnen des Geschlechts, Seleukos I., gebunden war, bildete im Ptolemäerreich jedoch der Kult für Alexander den Großen die Grundlage des griechischen Dynastiekultes, siehe dazu den Hauptartikel Ptolemäischer Alexanderkult.
Der Pharao spielte in der ägyptischen Gesellschaft eine zentrale Rolle für die Aufrechterhaltung der Weltordnung. Von seiner Großzügigkeit hing die wirtschaftliche Sicherheit der Tempel ab. Auf der anderen Seite hatten die Priester als Bewahrer und Überlieferer der alten Religion einen großen Einfluss auf die Akzeptanz eines Königs. Um ihr Überleben zu garantieren, unterstützte die priesterliche Elite die Fremdherrschaft der Ptolemäer und erhielt als Lohn eine Ausweitung der staatlichen Zuwendungen an die Heiligtümer. Durch ihre strategisch wichtige Rolle behielten sie zudem ihren Rang als Elite unter der einheimischen Bevölkerung Ägyptens.
Von Anfang an ließen sich die Ptolemäer als Pharaonen darstellen und erhielten eine Verehrung als ägyptische Gottheiten. Die Initiatoren des Kults waren die ägyptischen Priester, die sie in ihren Tempeln in den traditionellen Mustern der Pharaonen abbilden ließen. Die priesterliche Elite spielte bei der Ausübung des ägyptischen Herrscherkults die entscheidende Rolle für die Akzeptanz der Fremdherrschaft, in dem sie die Ptolemäer bei öffentlichen Festen und Prozessionen als neue Götter nach ägyptischen Riten und Mustern darstellten.
Die Aufnahme der ptolemäischen Könige in den ägyptischen Königskult, der sich in Statuen und den Festkult für den königlichen Ka ausdrückte, ist schwer zu belegen. Da in ptolemäischer Zeit der göttliche Ka des Pharaos in den Tempeltexten und in -reliefs zu finden ist, wird angenommen, dass die Könige weiterhin einen ägyptischen Königskult erhielten. Ein wichtiger Hinweis für das Fortbestehen eines ägyptischen Königkults könnte die Übernahme des fünfteiligen pharaonischen Trägertitels sein (siehe dazu die Liste der Pharaonen während der hellenistischen Zeit).
Der Herrscher- und Dynastiekult in Ägypten war vielschichtig und stellte der Bevölkerung verschiedenste Ausdrucksformen zu einer ihr genehmen Art von Herrscherverehrung zur Verfügung. Man konnte die Herrscher als ägyptische wie auch als griechische Götter verehren. Es reichte aber auch aus, die Loyalität zugunsten der Herrscher auszudrücken und sie wie Götter zu verehren. Die Kultformen konnten dabei sowohl griechisch als auch ägyptisch sein.

#### Seleukiden

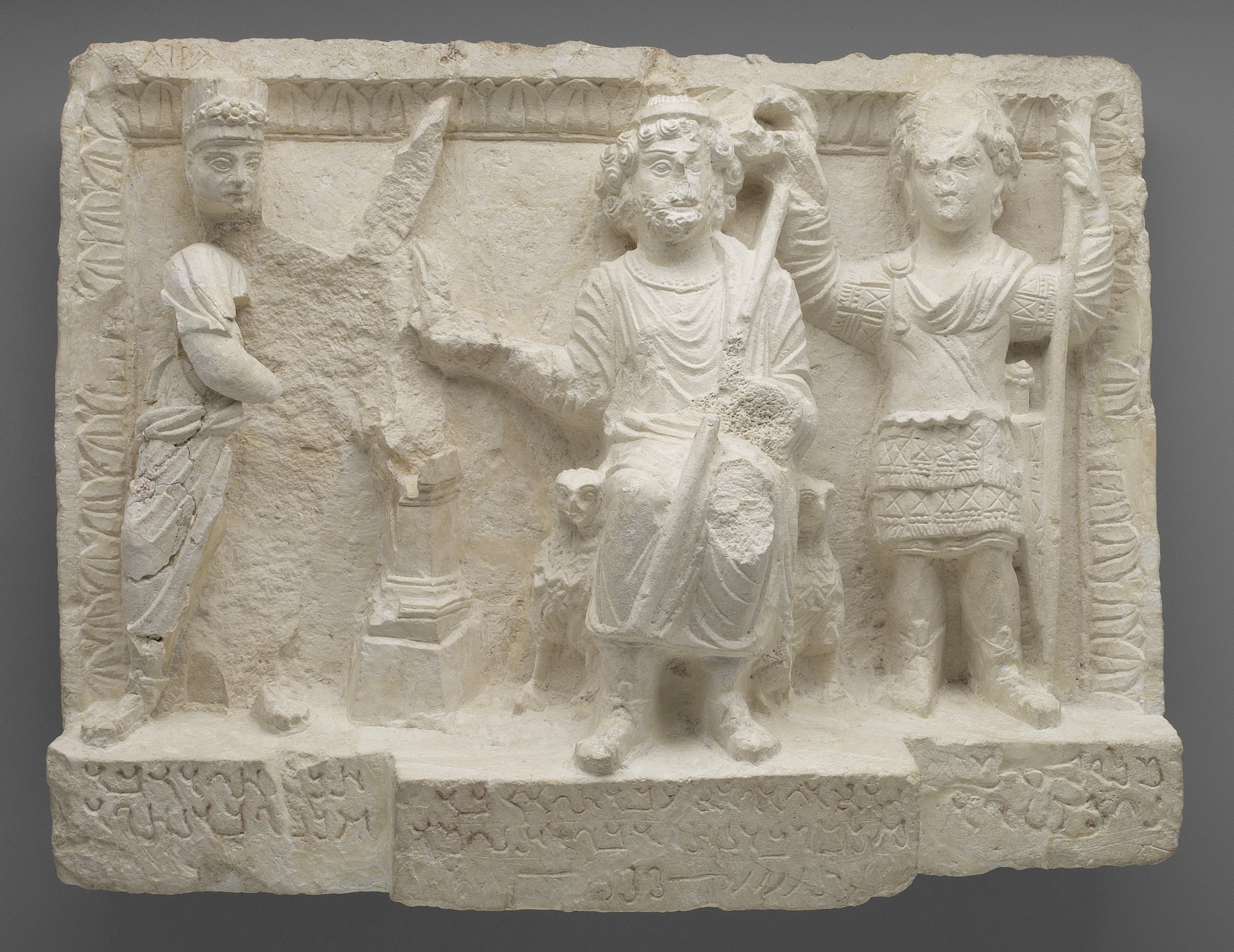
Kultrelief aus dem Tempel der Gadde mit Seleukos I. auf der rechten Seite. Seleukos I. hat die zum Tempel gehörende Stadt Dura Europos gegründet.

In der frühen hellenistischen Zeit unterschied sich der Herrscherkult der Seleukiden nicht wesentlich von den übrigen eingerichteten Kulten im hellenistischen Gebiet.
Von der Stadt Ilion ist ein Dekret überliefert, dass detaillierte Angaben über den Kult für Seleukos I. enthält. Es wurde ein Altar aufgestellt und eine Veranstaltung mit Opfern und Wettbewerben durchgeführt. Der Kult wurde wahrscheinlich aus Dankbarkeit für die Befreiung von Lysimachos eingeführt und es scheint sicher, dass er bereits zu Lebzeiten des Königs eingeführt wurde. Aus dem gleichen Grund dürften die Kulte der Städte Erythrai, Priene, Lemnos und vermutlich Magnesia am Mäander entstanden sein. In Magnesia am Mäander wurde zu Ehren Seleukos I. die Phyle Seleukis nach ihm benannt, von dem die Anwesenheit eines Kults abgeleitet werden kann.
Aus Ilion ist ebenfalls der Kult für Antiochos I. überliefert. Die Aufstellung einer Reiterstatue des Königs im Tempel der Athene ist für sich allein kein Zeichen für das Vorhandensein eines Kults, aber die Aufschrift verwendet die Beinamen soter und  euergetes, die auf einen Kult verweisen. Antiochos I. hatte die Stadt wahrscheinlich aus großer Gefahr gerettet und die Stadt dankte es ihm mit dem Kult. Ein interessantes Detail an der Geschichte ist, dass der König einen eigenen Tempel und Priester in der Stadt hatte, die Reiterstatue aber im Tempel einer Gottheit zu stehen kam.
Der erste Seleukidenkönig, der seinen eigenen und den für seine Gattin Laodike Kult einführte, war Antiochos III. der Große. Der dynastische Kult der Seleukiden war verstreut und jede Satrapie hatte ihren eigenen Priester. Weder bei den Ptolemäern noch den Seleukiden wurde in offiziellen Dokumenten vor dem 2. Jahrhundert v. Chr. der Kulttitel verwendet.

#### Attaliden
Die Verehrung der Herrscher im pergamenischen Reich war den Kulten in den Städten ähnlich. Die Familie der Attaliden erhielt zu Lebzeiten kultische Verehrung und wurden nach heutigem Stand der Forschung erst nach ihrem Tod als Götter verehrt.
Bereits für Philetairos sind kultische Ehrungen zu Lebzeiten und nach seinem Tod überliefert. In Pergamon sind die ersten kultischen Ehrungen für ein Mitglied der attalidischen Herrscherfamilie für Eumenes I. überliefert, in denen er den Beinamen Euergetes trägt. Die Stadt feierte ihm zu Ehren ein Eumeneia genanntes Fest, an dem ein Schafopfer dargebracht wurde. Für zwei weitere Mitglieder, Stratonike und ihren Sohn Attalos III., ist überliefert, dass sie Priester in Pergamon hatten. Ein „Stephanephoros der Zwölfgötter und des vergöttlichten Eumenes II.“ wird in derselben Inschrift aufgeführt. Einige Forscher vermuten, dass dieser Stephanephoros dem Eumeneion genannten heiligen Bezirk zugeordnet werden kann und dieser mit dem Pergamonaltar gleichzusetzen sei.
Von Nikandros aus Kolophon ist überliefert, dass die Attaliden Herakles als Stammvater beansprucht haben, dessen Kult die Dynastie bewusst gefördert hat. Sie nutzten den Mythos von Telephos, der ein Sohn des Herakles war. Der Innenfries des Pergamonaltars erzählt seine Geschichte. Der Mythos stellte nicht nur eine Verbindung zwischen der Dynastie und einem Gott her, sondern auch eine zwischen der Stadt Pergamon und der Dynastie, da die Bevölkerung als Telephiden galten. Die fremde Herrscherfamilie wurde über die Legende mit der Herkunft der Bevölkerung verbunden.
Dionysos war der Gott des Genusses, der Freude und der Künste. Zwei von drei Briefen von Attaliden, die auf einer Inschriftenstele überliefert sind, behandeln den Kult des Dionysos Kathegemon (der Anführer). Darin erwähnt Attalos II. ein großes Fest zu Ehren des Gottes, an dem er zusammen mit dem Priester ein Opfer darbringt. Aus dem Brief geht hervor, dass das Priesteramt auf Lebenszeit war und der Priester, der aus dem Kreis der Herrscherfamilie stammte, vom König eingesetzt wurde. Dionysos war der Schutzgott der dionysischen Techniten, die sich in Vereinen über das ganze hellenistische Gebiet zusammengeschlossen hatten. Einer der Vereine war der Zusammenschluss der Techniten in der Stadt Teos. Die Stadt gehörte erst mit dem Frieden von Apameia zum pergamenischen Reich. Die Zweigstelle der Techniten in Pergamon, die von Attalos I. oder Eumenes II. gegründet worden war, wurde danach mit derjenigen von Teos zusammengeschlossen. Die dionysischen Techniten spielten eine wichtige Rolle bei der Selbstdarstellung der Königshäuser und im Besonderen für das Königshaus von Pergamon. Die Wichtigkeit zeigt sich darin, dass den Techniten aus Teos als erstem Verein gewährt wurde, Münzen zu prägen. Der Verein der Attalisten, der von Techniten gegründet worden war, war zuständig für die Pflege des Herrscherkults. Basierend auf diesen Hinweisen wird von der Forschung die Verehrung des Kults des Dionysios Kathegemon als Familien- bez. Dynastiekult der Attaliden gewertet.
Der Herrscherkult der Attaliden wird als dynastischer Kult eingestuft. Er wurde lange von der Forschung als grundlegend verschieden von denjenigen der Seleukiden und Ptolemäer eingestuft, da er zurückhaltend ausgeübt worden war.

#### Kommagene

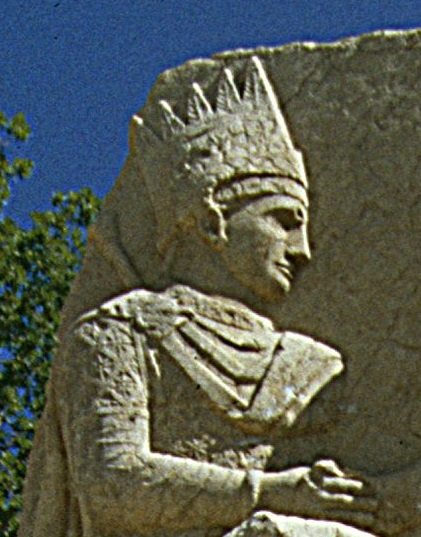
Antiochos I. mit armenischer Tiara in Dexiosis-Haltung

Kommagene gehörte lange verschiedenen Reichen an und wurde im 2. Jahrhundert v. Chr. unter Ptolemaios von Kommagene, der armenisch-iranischer Herkunft war, unabhängig. In späthellenistischer Zeit reformierte Mithradates I. Kallinikos den Herrscherkult in Kommagene. Sein Sohn Antiochos I. Theos Dikaios Epiphanes Philorhomaios Philhellen integrierte die im Königreich dominierenden anatolischen und persischen Kulturen und führte den Herrscherkult zu einer einzigartigen Form. Der Kult wurde in den griechischen Städten des Reichs eingeführt und entsprach damit griechischer Tradition und der Interaktion zwischen den Städten und dem hellenistischen König.
Die Epitheta von Antiochos I. liefern einen ersten Hinweis auf griechische und nicht-griechische Elemente im kommagenischen Herrscherkult. Theos und  Epiphanes werden von griechischen, Dikaios und Philhellen dagegen nur von nicht-griechischen Herrschern verwendet.

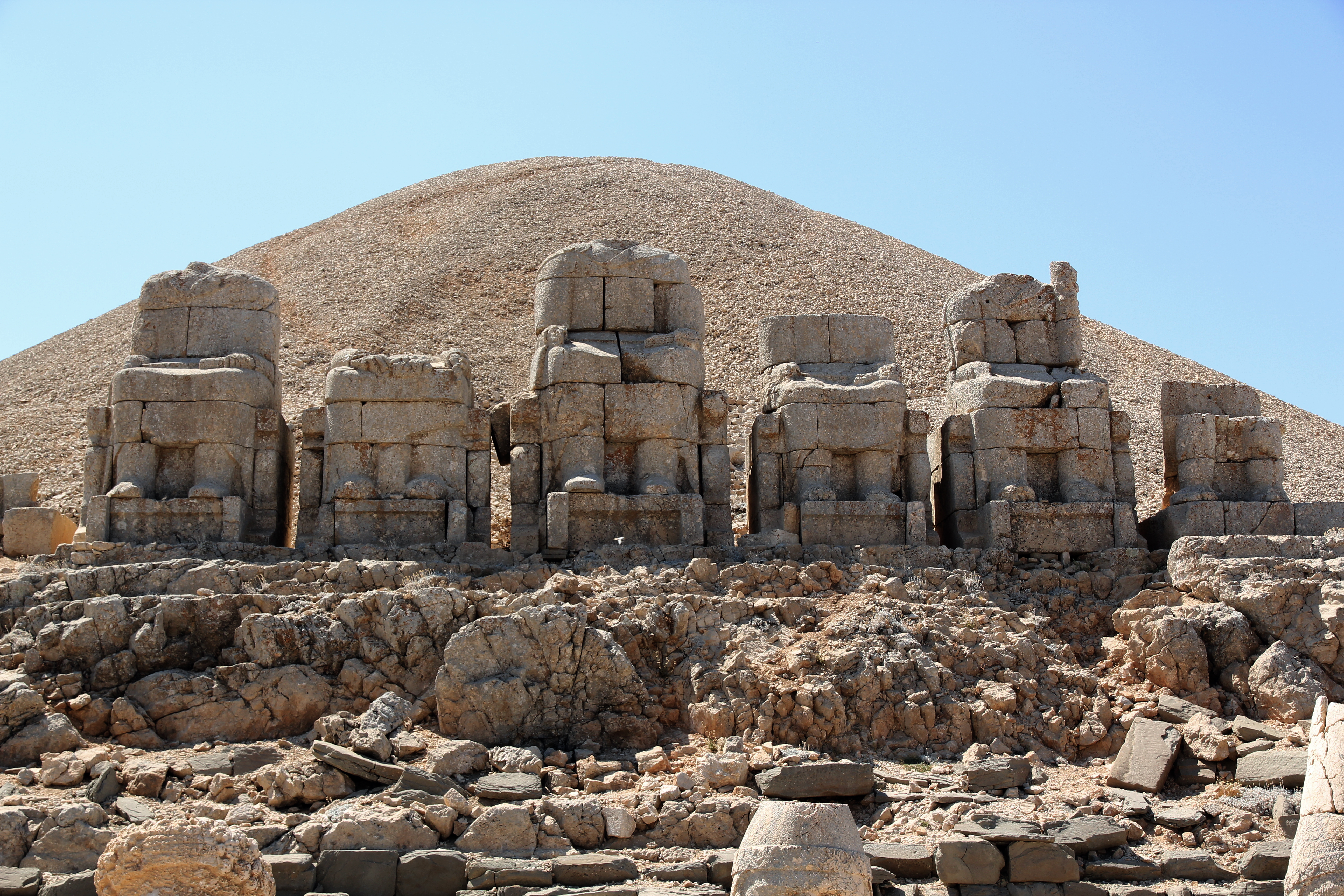
Die Monumentalstatuen der Ostterrasse auf dem Nemrut Dağ

Antiochos I. hinterließ in Arsameia am Nymphaios ein Hierothesion, eine Grabstätte für die kommagenische Dynastie, das bereits sein Vater, Mithridates I. Kallinikos, angelegt hatte und von seinem Sohn ausgebaut wurde. Inschriften aus derselben Stadt bestätigen, wie wichtig die Verehrung der Vorfahren im Herrscherkult von Kommagene gewesen war. Die Verstorbenen werden als „väterliche Daimones“ bezeichnet, die die Götter bei sich aufgenommen haben. Die Inschriften führen gleichzeitig auch die, durch die Götter legitimierte, Ehre (τιμή) des Königs auf, die durch die Verehrung der Vorfahren und allem Göttlichen erreicht wird. Damit tritt der König als Vermittler zwischen Göttlichem und Menschlichen auf. Mit den vergöttlichten Vorfahren und der Legitimation des Königs durch die Götter unterscheidet sich der Kult in Kommagene wesentlich vom städtischen Herrscherkult.
Auf Inschriften der Sockelanlage III werden die Statuen und Götterbilder beschrieben. Der Text unterscheidet zwischen dem Agalma („Kultbild“) für die Götter und dem Eikon („Ehrenstatue“) für den König. Die Unterscheidung bekräftigt die Nähe des Königs zu den Göttern und bestätigt gleichzeitig, dass der König kein Gott ist.
Die Dexiosis-Darstellung, der Handschlag mit einem Gott, setzt diese Gedanken auf den Inschriften in eine Bildform um. Die Götter werden dabei jeweils auf der rechten Seite dargestellt, die als angesehener gilt. Der König und der Gott stehen also nicht auf der gleichen Stufe, sondern es ist eine Darstellung von einem „Vertragsabschluss von Ungleichen“.
Eine Inschrift vom Nemrut Dağ zählt die Götter des dynastischen Pantheons auf, das an die zwei Traditionen des Köngistums anschließt und griechisch-persische Doppelnamen enthält, wie zum Beispiel Zeus–Oromasdes, Apollon–Mithras, Helios–Hermes und Artagnes –Herakles. Die Götter waren nach dem trifunktionalen System von Georges Dumézil in religiös–rechtliche, kriegerische und ernährende Verantwortlichkeiten und Zuständigkeiten unterteilt. Das Symbol des ernährenden Vaterlandes lehnte sich dabei an das persische Daēnā an, ein spirituelles Element in seiner kollektiven ernährenden Funktion. In derselben Inschrift wird eine Schicksals- und Zeit-Gottheit zusammen mit Chronos Apeiros (unendliche Zeit) erwähnt, die mit dem persischen Zurvān ī Akanārak korrespondiert, siehe dazu Zurvanismus. Die Doppelnamen werden heute als eher persische Gottheiten in griechischem Gewand als umgekehrt eingeschätzt.
In Inschriften werden genaue Anweisungen für die Durchführung des Kults gegeben. Bekränzungen, Weihrauchverbrennungen, Opfer und die Teilnahme von Musikanten sind vorgeschrieben. Auffallend ist das Fehlen von persischen Bräuchen wie der Feueraltar, der Magier und der Einsatz von heiligem Pflanzensaft. Die Priester sprachen griechisch und trugen persische Kleider.
Antiochos I. war überzeugt, dass nach seinem Tod sein Körper im Grab liegen und seine Seele zu Zeus–Oromasdes gesendet würde. Diese Vorstellung entspricht einem persischen Konzept, das von avestischen Texten und der Pahlavi–Literatur überliefert ist.

## Quellenlage

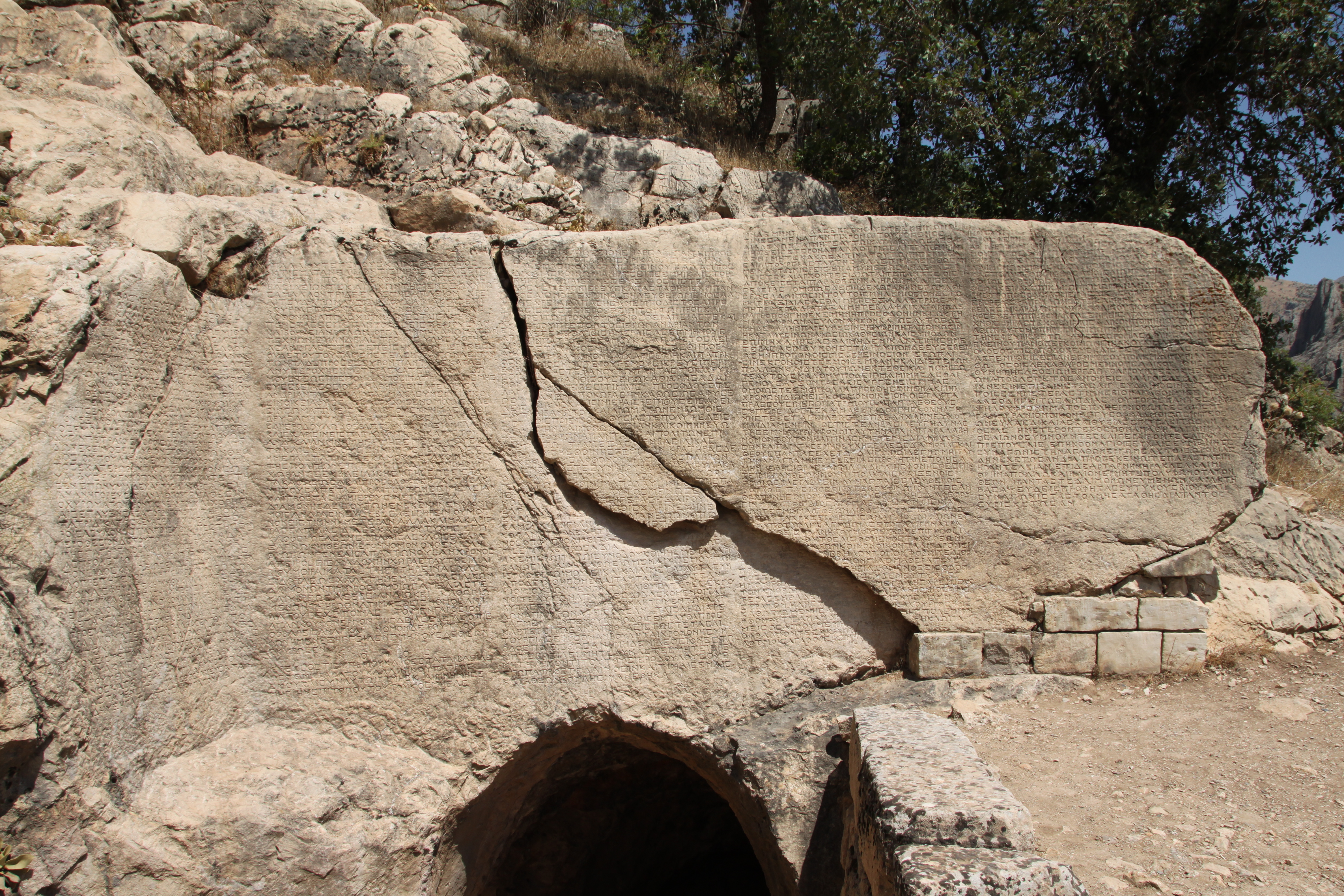
Inschrift im Hierothesion für Mithridates I. Kallinikos.